# 新澤西學院

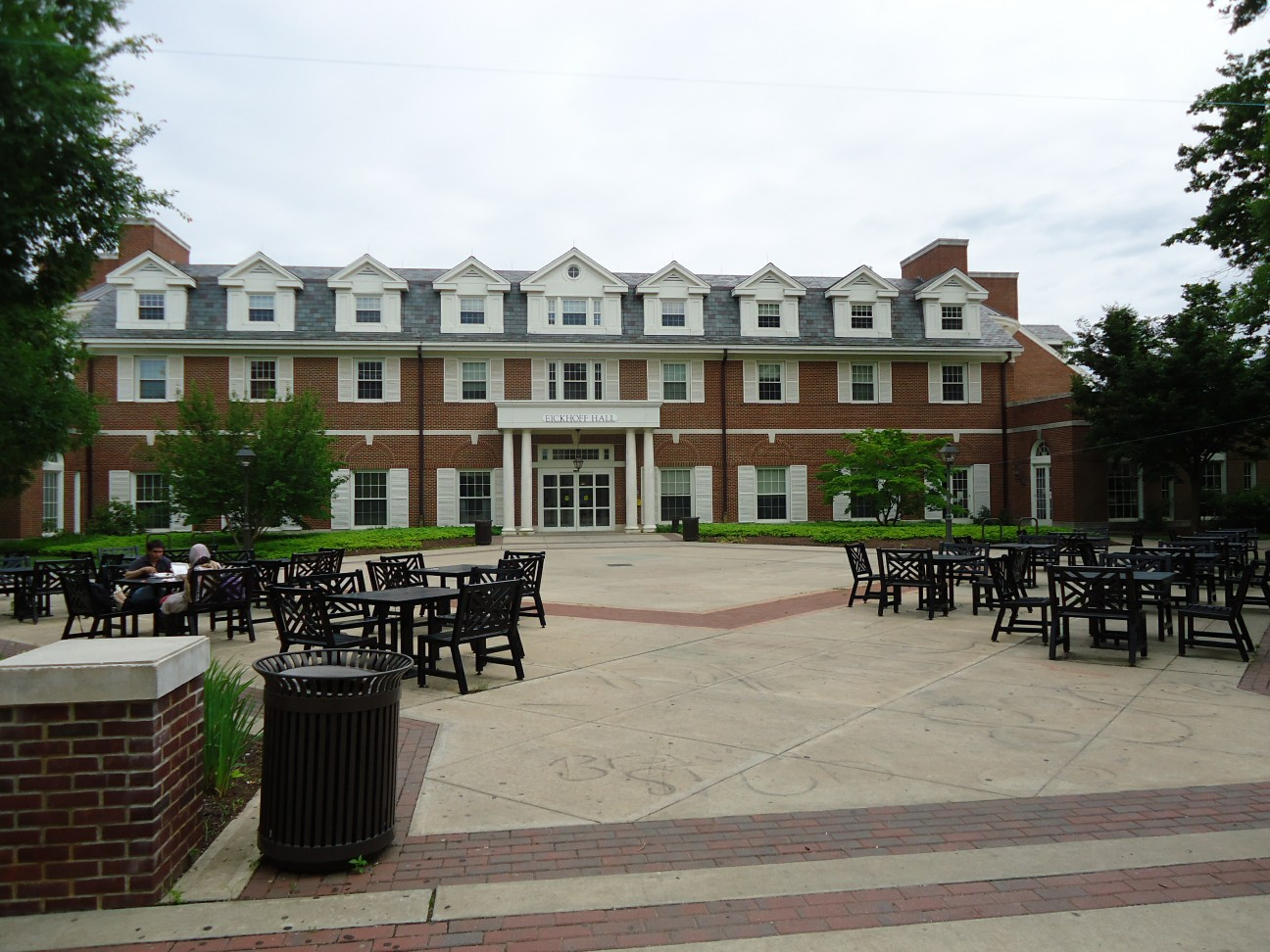
學院建築“Eickhoff Hall”

新澤西學院（The College of New Jersey，縮寫：TCNJ）是一所位於美國新澤西州尤因鎮的公立大學，由新澤西州議會創立於1855年，是州內的第一所師範學校，1996年改現名。該學院在2015年《美國新聞與世界報道》的“北部地區大學”排名中列在第3位， 也是美國東北部最佳的地區性公立教育機構。 《福布斯》則將其列在東北部第76位，全國第168位。

## 外部連結
- 官方网站
- 官方體育網站 （页面存档备份，存于）